# Acritus deharvengi
Acritus deharvengi är en skalbaggsart som beskrevs av Yves Gomy 1981. Acritus deharvengi ingår i släktet Acritus och familjen stumpbaggar. Inga underarter finns listade i Catalogue of Life.